# Campionato francese di rugby a 15 1977-1978
Il Campionato francese di rugby a 15 1977-1978 fu disputato da 80 squadre: 40 erano divise nelle 5 poule di otto squadre del "gruppo "A". Le prime 5 erano classificate per i sedicesimi.
Ad esse si aggiungevano 40 squadre del  "Gruppo B" delle quali 7 si qualificano per la fase ad eliminazione diretta.
Il titolo è stato vinto per la sesta volta nel decennio dall'AS Béziers  che ha battuto in finale l'AS Montferrand.

## Fase di qualificazione del Gruppo A
(Le squadre sono indicate secondo la classifica finale del gruppo di qualificazione. In grassetto le qualificate al turno successivo)
| - AS Béziers - FC Lourdes - SU Agen - CA Bègles - FC Auch - Tyrosse RCS - CO Le Creusot - RC Vichy                | - RC Toulon - USA Perpignan - CA Brive - Stadoceste tarbais - US Montauban - CS Bourgoin-Jallieu - AS Mérignac - SC Albi | - RRC Nice - Biarritz olympique - Stade toulousain - US bressane - Stade aurillacois - Stade beaumontois - SC Mazamet - SO Chambéry |
| - US Romans - Aviron bayonnais - SC Graulhet - FC Oloron - Stade bagnérais - Stade rochelais - Montchanin - Rodez | - RC Narbonne - AS Montferrand - Valence - US Dax - SC Tulle - US Carcassonne - La Voulte - Salles                       | |

## Fase di qualificazione del Gruppo B
Squadre qualificate:
- ES Avignon Saint-Saturnin
- Boucau stade
- Stade montois
- Section paloise
- Racing club de France
- Saint-Jean-de-Luz OR
- Thuir

## Sedicesimi di finale
(In grassetto le qualificate al turno successivo)
| Squadra 1          | Squadra 2                 | Risultati |
| ------------------ | ------------------------- | --------- |
| AS Béziers         | Thuir                     | 29-15     |
| FC Oloron          | US bressane               | 19-10     |
| USA Perpignan      | FC Auch                   | 26-7      |
| Biarritz olympique | Stade aurillacois         | 23-9      |
| US Romans          | Boucau stade              | 24-3      |
| Stade toulousain   | CA Bègles                 | 27-10     |
| RRC Nice           | Saint-Jean-de-Luz OR      | 22-19     |
| SC Graulhet        | Stade bagnérais           | 11-27     |
| SU Agen            | SC Tulle                  | 16-10     |
| FC Lourdes         | Section paloise           | 39-10     |
| Valence            | US Dax                    | 12-9      |
| RC Toulon          | Stade montois             | 22-7      |
| AS Montferrand     | US Montauban              | 36-19     |
| Aviron bayonnais   | Racing club de France     | 29-9      |
| CA Brive           | Stadoceste tarbais        | 6-0       |
| RC Narbonne        | ES Avignon Saint-Saturnin | 6-0       |

## Ottavi di finale
(In grassetto le qualificate ai quarti di finale)
| Squadra 1      | Squadra 2          | Risultati |
| -------------- | ------------------ | --------- |
| AS Béziers     | FC Oloron          | 33-11     |
| USA Perpignan  | Biarritz olympique | 4-3       |
| US Romans      | Stade toulousain   | 6-18      |
| RRC Nice       | Stade bagnérais    | 6-22      |
| SU Agen        | FC Lourdes         | 10-16     |
| Valence        | RC Toulon          | 22-9      |
| AS Montferrand | Aviron bayonnais   | 7-0       |
| CA Brive       | RC Narbonne        | 16-28     |

## Quarti di finale
(In grassetto le qualificate alle semifinali)
| Squadra 1        | Squadra 2       | Risultati |
| ---------------- | --------------- | --------- |
| AS Béziers       | USA Perpignan   | 26-3      |
| Stade toulousain | Stade bagnérais | 18-14     |
| FC Lourdes       | Valence         | 9-15      |
| AS Montferrand   | RC Narbonne     | 22-18     |

## Semifinali
(In grassetto le qualificate alla finale)
| Squadra 1  | Squadra 2        | Risultati |
| ---------- | ---------------- | --------- |
| AS Béziers | Stade toulousain | 12-9      |
| Valence    | AS Montferrand   | 12-20     |

## Finale
| Arbitro: | Francis Flingou |

| |            | |
| mete: Paco, Martin Séguier, Fabre 1 meta tecnica trasf.: Cabrol 2, Cantoni 2 c.p.: Cabrol | Marcatori  | mete: Molenat, trasf.: Romeu Drop: Droitecourt |
| Titolari : Armand Vaquerin, Alain Paco, Jean-Louis Martin, Georges Senal, Michel Palmié, Olivier Saïsset, Christian Pesteil, Alain Estève, Richard Astre, Henri Cabrol, René Séguier, Henri Mioch, Jean-Luc Rivallo, Michel Fabre, Jack Cantoni Sostituti : Pierre Lacans, Francis Lugans | Formazioni | Titolari : Jacques Fouilhoux, Jean-Marc Gerbaulet, Patrick Boucheix, Henri Bourdillon, Guy Gasparotto, Gérard Costes, Jean-Paul Cristina, Yves Cristina, Jean-Pierre Romeu, André Dubertrand, Joël Molenat, Michel Luciani, Jean-Michel Dubertrand, Michel Droitecourt Sostituti : Jacques Besson, Joseph Bravo, Jacky Brugiroux |